# Głowienka (Subkarpaten)
Głowienka is een dorp in de Poolse woiwodschap Subkarpaten. De plaats maakt deel uit van de gemeente Miejsce Piastowe en telt 2300 inwoners.